# منتخب الجزائر لكرة الطائرة
منتخب الجزائر للكرة الطائرة، هو المنتخب الوطني الذي يمثل الكرة الطائرة الجزائرية في مختلف المنافسات الدولية.

## الإنجازات

### بطولة العالم لكرة الطائرة للرجال
- 1992 : المرتبة 12

### بطولة أفريقيا لكرة الطائرة للرجال
- 1994 : المرتبة 13
- 1998 : المرتبة 22

### كأس العالم لكرة الطائرة للرجال|كأس العالم
- 1991 : المرتبة 9

### بطولة أفريقيا لكرة الطائرة للرجال|بطولة أفريقيا
- 1967 : الوصيف
- 1983 : الثالث
- 1987 : الثالث
- 1989 : الوصيف
- 1991 : البطل
- 1993 : البطل
- 1995 : الثالث
- 1997 : الثالث
- 1999 : الثالث
- 2003 : الرابع
- 2009 : الوصيف
- 2011: الرابع

### دورة ألالعاب الأفريقيا
- 1978 : الثالث
- 1987 : الوصيف
- 1991 : البطل
- 2003 : الرابع
- 2007 : الثالث

### ألعاب البحر الأبيض المتوسط
- 1991 : مرتبة 8
- 1993 : مرتبة 5

### الألعاب العربية لكرة الطائرة رجال
- دوره الألعاب العربية الحادية عشر - الكرة الطائرة 2007 : لم يشارك
- الألعاب العربية الثانية عشر لكرة الطائرة رجال - الدوحة 2011 : المرتبة 3

## أبرز اللاعبين عبر التاريخ
- كريمو برناوي
- إلياس تيزي والو

## وصلات خارجية
- منتخب الجزائر لكرة الطائرة (الموقع الرسمي الإتحادية الجزائرية)
- الموقع الرسمي للإتحادية الجزائرية للكرة الطائرة